# Ommatoiulus diplurus
Ommatoiulus diplurus är en mångfotingart som först beskrevs av Carl Graf Attems 1903.  Ommatoiulus diplurus ingår i släktet Ommatoiulus och familjen kejsardubbelfotingar. Inga underarter finns listade i Catalogue of Life.